# AFC Ajax in het seizoen 2019/20 (vrouwen)
Het seizoen 2019/2020 was het 8e jaar in het bestaan van de Amsterdamse vrouwenvoetbalclub AFC Ajax. De club kwam uit in de Eredivisie, deze werd door de coronacrisis echter niet uitgespeeld. Door deze maatregel is de club op de tweede plaats geëindigd. Naast de deelname aan de Eredivisie zou er ook worden deelgenomen aan het toernooi om de KNVB beker. Ook het bekertoernooi werd niet afgemaakt. De eerste editie van de Eredivisie Cup werd wel uitgespeeld, de club eindigde op de 4e plaats.

## Wedstrijdstatistieken

### Eredivisie
|       | ADO Den Haag | Alkmaar | Excelsior/Barendrecht | sc Heerenveen | PEC Zwolle | PSV   | FC Twente |
| ----- | ------------ | ------- | --------------------- | ------------- | ---------- | ----- | --------- |
| Thuis | 1 – 0        | 4 – 0   | –                     | 0 – 0         | 4 – 0      | 1 – 4 | 2 – 1     |
| Uit   | 1 – 0        | 1 – 2   | 0 – 2                 | 0 – 1         | 2 – 4      | –     | 2 – 1     |

### KNVB beker
| Achtste finale                          | Be Quick '28  | 1 – 3   | Ajax                                                       |
| Plaats: Zwolle Sportpark Be Quick '28   | Bourgonje 32' | Verslag | Iina Salmi 8' (pen.) Desiree van Lunteren 33' Ellen Jansen |
| Kwartfinale                             | Ajax          | – ( – ) | PEC Zwolle                                                 |
| Plaats: Amsterdam Sportpark De Toekomst |               |         |                                                            |

### Eredivisie Cup
| Eerste ronde                              | sc Heerenveen                             | 0 – 2 (0 – 1) | Ajax                                                 |
| Plaats: Heerenveen Sportpark Skoatterwâld |                                           |               | 11' Marjolijn van den Bighelaar 64' Vanity Lewerissa |
| Eerste ronde                              | Ajax                                      | 1 – 1 (1 – 0) | sc Heerenveen                                        |
| Plaats: Amsterdam Sportpark De Toekomst   | Lucie Voňková 14'                         |               | 69' (pen.) Tiny Hoekstra                             |
| Tweede ronde                              | PSV                                       | 1 – 1 (1 – 1) | Ajax                                                 |
| Plaats: Eindhoven De Herdgang             | Joëlle Smits 33'                          |               | 19' Marjolijn van den Bighelaar                      |
| Tweede ronde                              | Ajax                                      | 0 – 2 (0 – 1) | PSV                                                  |
| Plaats: Amsterdam Sportpark De Toekomst   |                                           |               | 19' Katja Snoeijs 65' Kayleigh van Dooren            |
| Derde ronde                               | Ajax                                      | 0 – 1 (0 – 0) | ADO Den Haag                                         |
| Plaats: Amsterdam Sportpark De Toekomst   |                                           |               | 89' Anne Sellies                                     |
| Derde ronde                               | ADO Den Haag                              | 2 – 2 (1 – 0) | Ajax                                                 |
| Plaats: Den Haag Cars Jeans Stadion       | Celainy Obispo 37' Jannette van Belen 79' |               | 78' Vanity Lewerissa 80' (e.d.) Julia Kagie          |

## Statistieken Ajax 2019/2020

### Eindstand Ajax in de Nederlandse Eredivisie Vrouwen 2019 / 2020
| Stand | Gespeeld | Gewonnen | Gelijk | Verloren | Punten | Doelpunten voor | Doelpunten tegen | Gele kaarten | Rode kaarten |
| ----- | -------- | -------- | ------ | -------- | ------ | --------------- | ---------------- | ------------ | ------------ |
| 2e    | 12       | 8        | 1      | 3        | 25     | 22              | 11               | 9            | 1            |

### Topscorers
| #      | Naam                        | Goal |
| ------ | --------------------------- | ---- |
| 1.     | Marjolijn van den Bighelaar | 9    |
| 2.     | Vanity Lewerissa            | 4    |
| 3.     | Desiree van Lunteren        | 3    |
| 4.     | Eshly Bakker                | 2    |
| 5.     | Ellen Jansen                | 1    |
| 5.     | Victoria Pelova             | 1    |
| 5.     | Iina Salmi                  | 1    |
| 5.     | Lucie Voňková               | 1    |
| Totaal | Totaal                      | 22   |

| #      | Naam                 | Goal |
| ------ | -------------------- | ---- |
| 1.     | Ellen Jansen         | 1    |
| 1.     | Desiree van Lunteren | 1    |
| 1.     | Iina Salmi           | 1    |
| Totaal | Totaal               | 3    |

| #                | Naam                        | Goal |
| ---------------- | --------------------------- | ---- |
| 1.               | Marjolijn van den Bighelaar | 2    |
| 1.               | Vanity Lewerissa            | 2    |
| 3.               | Lucie Voňková               | 1    |
| Eigen doelpunten |                             |      |
| 1.               | Julia Kagie (ADO Den Haag)  | 1    |
| Totaal           | Totaal                      | 6    |

### Kaarten
| #      | Naam               | Kreeg geel |
| ------ | ------------------ | ---------- |
| 1.     | Lisa Doorn         | 2          |
| 1.     | Vanity Lewerissa   | 2          |
| 3.     | Linda Bakker       | 1          |
| 3.     | Caitlin Dijkstra   | 1          |
| 3.     | Victoria Pelova    | 1          |
| 3.     | Kay-lee de Sanders | 1          |
| 3.     | Soraya Verhoeve    | 1          |
| Totaal | Totaal             | 9          |

| #      | Naam           | Kreeg voor de tweede keer geel en dus rood |
| ------ | -------------- | ------------------------------------------ |
| –      | Geen speelster | –                                          |
| Totaal | Totaal         | 0                                          |

| #      | Naam         | Weggestuurd |
| ------ | ------------ | ----------- |
| 1.     | Linda Bakker | 1           |
| Totaal | Totaal       | 1           |

## Voetnoten
ADO Den Haag · 
Ajax · 
VV Alkmaar · 
Excelsior/Barendrecht · 
sc Heerenveen · 
PEC Zwolle · 
PSV · 
FC Twente